# فومایت
فومایت (به انگلیسی: Fomite) یا فومیز هر جسم بی‌جانی است که در صورت آلوده شدن یا قرار گرفتن در معرض عوامل بیماری‌زا (مانند باکتری‌های بیماری‌زا، ویروس‌ها یا قارچ‌ها) می‌تواند باعث انتقال بیماری به میزبان جدید شود.

## انتقال عوامل بیماری‌زا توسط فومایت‌ها
فومایت هر جسم بی‌جان است (ناقل غیرفعال نیز نامیده می‌شود) که در صورت آلوده شدن یا قرار گرفتن در معرض عوامل بیماری‌زا (مانند باکتری‌های بیماری‌زا، ویروس‌ها یا قارچ‌ها)، می‌تواند بیماری را به میزبان جدید منتقل کند. هنگامی‌که یکی از این اشیاء، با ترشحات بدنی مانند مایع بینی، استفراغ یا مدفوع تماس پیدا کند، آلودگی ممکن است رخ دهد. بسیاری از اشیاء معمولی می‌توانند یک عامل بیماری‌زا را تا زمانی‌که فرد با عامل بیماری‌زا تماس پیدا کند، حفظ کرده و احتمال عفونت را افزایش دهد. اشیاء احتمالی در محیط بیمارستان، نسبت به خانه یا محل کار، متفاوت است. فومایت‌هایی مانند تراشه‌ها، سیم خاردار یا سطوح حیاط مزرعه، از جمله خاک، دان‌خوری یا تیرهای انبار، از عوامل انتشار ویروس‌ها هستند.

### فومایت‌های بیمارستانی

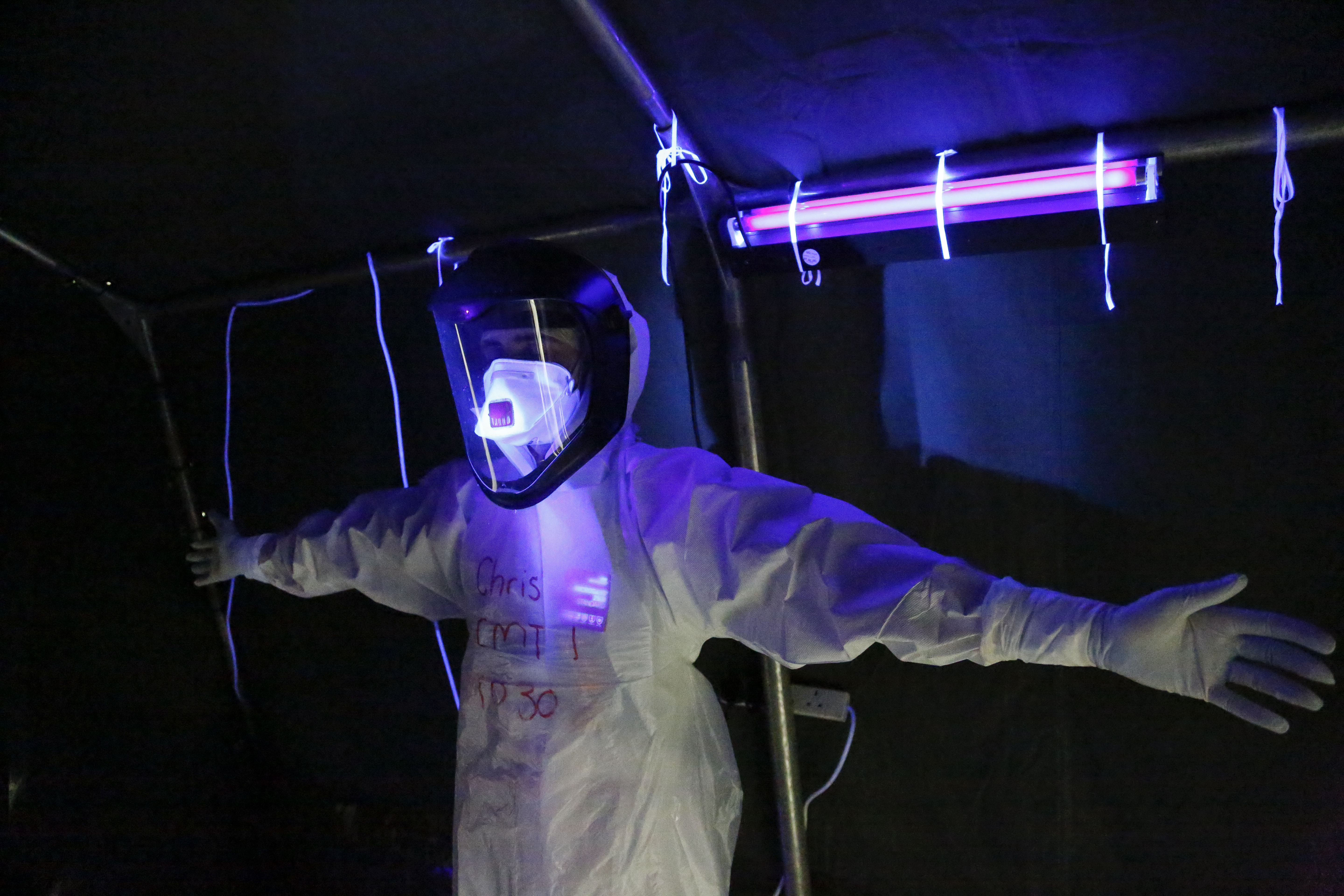
تشخیص این‌که آیا پزشکان به‌طور ناخواسته مایعات را در طول یک شبیه‌سازی تمرینی به لباس خود منتقل کرده‌اند یا خیر با استفاده از تابش فرابنفش

برای انسان، فومایت‌های معمول بیمارستانی سلول‌های پوست، مو، لباس و ملحفه هستند.
فومایت‌ها به‌طور ویژه با عفونت‌های اکتسابی بیمارستانی (HAI) مرتبط هستند، زیرا آن‌ها مسیرهای احتمالی برای عبور عوامل بیماری‌زا بین بیماران هستند. گوشی پزشکی و کراوات از فومایت‌های رایج مرتبط با ارائه‌دهندگان مراقبت‌های بهداشتی هستند. این امر، اپیدمیولوژیست‌ها و پزشکان بیمارستان را به‌دلیل احتمال انتقال میکروب‌های مقاوم به ضدعفونی‌کننده‌ها یا آنتی‌بیوتیک‌ها (به اصطلاح، پدیدهٔ مقاومت ضد میکروبی) نگران می‌کند.
تجهیزات اولیهٔ بیمارستانی مانند لوله‌ها و اتصالات تزریق وریدی، کاتترها و تجهیزات حمایتی نیز با تشکیل بیوفیلم‌هایی روی سطوح، میکروب‌ها را انتقال دهند. استریل کردن دقیق چنین اشیایی از عفونت متقاطع جلوگیری می‌کند. سرنگ‌های استفاده‌شده در صورت استفادهٔ نادرست، فومایت‌های خطرناکی هستند.